# Eugenol sintaza
Eugenol sintaza (EC 1.1.1.318, LtCES1, EGS1, EGS2) je enzim sa sistematskim imenom eugenol:NADP+ oksidoreduktaza. Ovaj enzim katalizuje sledeću hemijsku reakciju
eugenol + a karboksilat + NADP+ {\displaystyle \rightleftharpoons } koniferil ester + NADPH + H+
Ovaj enzim deluje u suprotnom smeru. Enzimi iz biljki Ocimum basilicum (bosiljak), Clarkia breweri i Petunia hybrida jedino deluju na koniferil acetat i formiraju eugenol. Enzim iz Pimpinella anisum formira anol (iz 4-cumaril acetata) in vivo, mada rekombinantni enzim može da formira eugenol iz koniferil acetata. Enzim iz Larrea tridentata takođe formira havikol iz cumarilnog estra i može da koristi NADH.

## Literatura
- Nicholas C. Price; Lewis Stevens (1999). Fundamentals of Enzymology: The Cell and Molecular Biology of Catalytic Proteins (Third изд.). USA: Oxford University Press. ISBN 019850229X.
- Eric J. Toone (2006). Advances in Enzymology and Related Areas of Molecular Biology, Protein Evolution (Volume 75 изд.). Wiley-Interscience. ISBN 0471205036.
- Branden C; Tooze J. Introduction to Protein Structure. New York, NY: Garland Publishing. ISBN 0-8153-2305-0.
- Irwin H. Segel. Enzyme Kinetics: Behavior and Analysis of Rapid Equilibrium and Steady-State Enzyme Systems (Book 44 изд.). Wiley Classics Library. ISBN 0471303097.

## Spoljašnje veze
- Eugenol+synthase на 